# Colin Stanley Gum
Colin Stanley Gum (ur. 1924, zm. 29 kwietnia 1960 w Zermatt) – australijski astronom. Zajmował się katalogowaniem emisji H-alfa w mgławicach emisyjnych południowej półkuli. Swoje prace opublikował w 1955 roku pod tytułem A study of diffuse southern H-alpha nebulae (Studium rozproszonych mgławic H-alfa półkuli południowej). Katalog Guma zawiera listę 85 obiektów.
Colin Gum zmarł przedwcześnie w Alpach po wypadku na nartach w 1960 roku. Jego imieniem nazwano krater Guma na Księżycu i odkrytą przez niego rozległą, choć słabo widoczną Mgławicę Guma.